# 1991 en Belgique
Chronologie de la Belgique
- 1987
- 1988
- 1989
- 1990
- 1991
- 1992
- 1993
- 1994
- 1995

Cette page recense des événements qui se sont produits durant l'année 1991 en Belgique.

## Chronologie
- 18 juillet : l'ancien ministre socialiste André Cools est assassiné à Cointe.
- 30 septembre : réunion anticonstitutionnelle du Parlement wallon
- 24 novembre : élections législatives.

## Culture

### Architecture

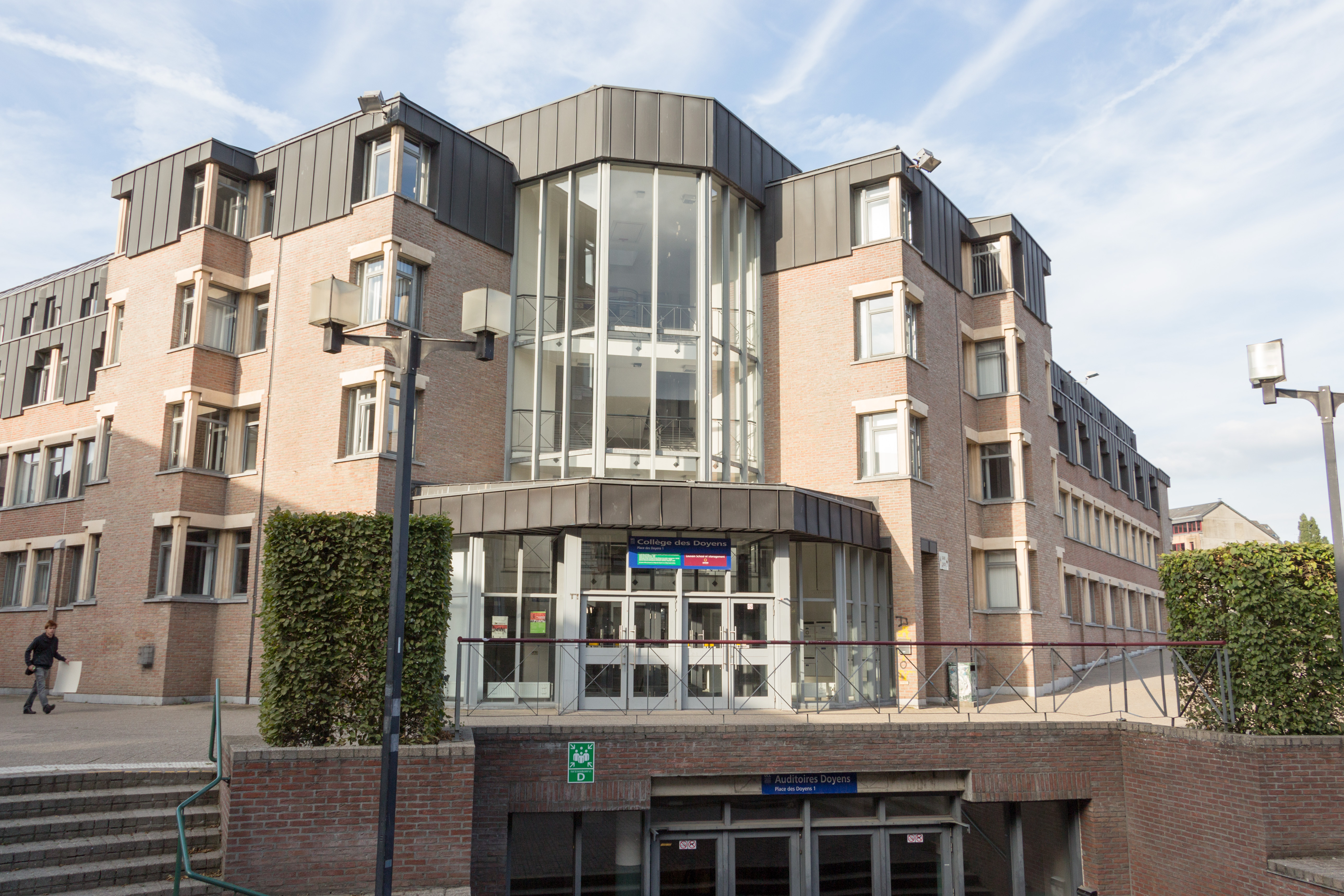
Collège des Doyens à Louvain-la-Neuve.

### Cinéma
- Toto le héros, de Jaco Van Dormael.
- Babel / Lettre à mes amis restés en Belgique, de Boris Lehman.

### Littérature
- Prix Victor-Rossel : Anne François, Nu-Tête.

## Sciences
- Prix Francqui : Jean-Marie André (chimie, FUNDP).

## Naissances
- 7 janvier : Eden Hazard, joueur de football.
- 17 janvier : Simon Gougnard, joueur de hockey sur gazon.
- 28 juin : Kevin De Bruyne, joueur de football.
- 29 juin : Tanguy Cosyns, joueur de hockey sur gazon.
- 19 août : Loick Luypaert, joueur de hockey sur gazon.
- 26 août : Gauthier Boccard, joueur de hockey sur gazon.
- 25 octobre : Florent Van Aubel, joueur de hockey sur gazon.

## Statistiques
- Population totale au 1er mars 1991 : 9 978 681 habitants[1].